# Joseph-Massé Gravel
Joseph-Massé Gravel probablement né vers 1614 dans le territoire du diocèse de Séez et décédé le 26 avril 1686 à Château-Richer est un colon français de la Nouvelle-France, premier ancêtre commun de tous les  Gravel  d'Amérique du Nord.
Selon divers généalogistes, Joseph Massé Gravel serait le fils de Joseph Gravel et Marguerite Macé originaire de soit Dinan en Bretagne ou Illier près de Chartres. Il se marie le 1er mai 1644 à Marguerite Tavernier (Randonnai 1626 - Château-Richer 1697).
Selon l'historien Marcel Trudel, Joseph-Massé Gravel quitte la France en 1641 en même temps que l'expédition dirigée par Paul de Chomedey de Maisonneuve.